# Житловий будинок (вулиця Кушакевичів)
Житловий будинок — пам'ятка архітектури місцевого значення на вулиці Кушекевичів у Ніжині.

## Історія
Спочатку об'єкт було внесено до «списку нововиявлених пам'яток архітектури» під назвою «Житловий будинок».
Наказом Міністерства культури і туризму від 21.12.2012 № 1566 надано статус «пам'ятник архітектури місцевого значення» з охоронним № 10029-Чр під назвою «Житловий будинок».

## Опис
Будинок побудований на початку XX століття на розі сучасних вулиць Кушакевичів та Гребеля.
Кам'яний, двоповерховий, симетричний, прямокутний у плані будинок, площею 1023,1 м2 . Фасад розчленовують пілястри, які завершують бічні фронтони. Фасад прикрашений орнаментальною цегляною кладкою, яка підкреслює наростання форм до карнизу будинку. Чотирикутні віконні отвори увінчані наличниками. Має два входи: з лівого боку та по центру фасаду. Над центральним входом — балкон. Деякі вікна торців замуровані. З півдня примикає одноповерховий будинок пізнього періоду будівництва.
Встановлено меморіальну дошку засновнику та голові руху Народного руху України у Ніжині та Ніжинському районі, заслуженому лікареві України Володимиру Максимоньку, який тут працював у 1979—2001 роках.
Тривалий час тут розміщувався Ніжинський шкірно-венерологічний диспансер.
У 2022 році будинок виставлено на продаж.